# 蔚州 (山西省)
蔚州（うつしゅう）は、中国にかつて存在した州。南北朝時代から民国初年にかけて、現在の山西省大同市と河北省張家口市にまたがる地域に設置された。

## 概要
北魏の永安年間、懐荒鎮と禦夷鎮が廃止され、蔚州と改められた。蔚州は始昌郡・忠義郡・附恩郡の3郡7県を管轄した。その州治は平遥県に移された。
北周のとき、その州治は霊丘県に移された。
583年（開皇3年）、隋が郡制を廃すると、蔚州の属郡の霊丘郡は廃止された。606年（大業2年）、蔚州は廃止され、その管轄県は代州に編入された。607年（大業3年）に州が廃止されて郡が置かれると、代州は雁門郡と改称された。
620年（武徳3年）、高開道が唐に帰順すると、蔚州総管に任じられた。622年（武徳5年）、蔚州総管高開道は唐から離反した。623年（武徳6年）、唐により并州陽曲県に蔚州が僑置された。624年（武徳7年）、代州繁畤県に蔚州の州治が僑置された。625年（武徳8年）、忻州秀容県の北恒州城に蔚州の州治が僑置された。631年（貞観5年）、隋の霊丘県の地に蔚州の州治が移転された。742年（天宝元年）、蔚州は安辺郡と改称された。757年（至徳2載）、安辺郡は興唐郡と改められた。758年（乾元元年）、興唐郡は蔚州の称にもどされた。蔚州は河東道に属し、興唐・霊丘・飛狐の3県を管轄した。
936年（天福元年）、後晋の建国にあたって、蔚州は燕雲十六州のひとつとして契丹に割譲された。
遼のとき、蔚州は西京道に属し、霊仙・霊丘・定安・飛狐・広陵の5県を管轄した。
1123年（宣和5年）、蔚州の守将の陳翊が北宋に降った。蔚州は雲中府路に属すこととされた。1124年（宣和6年）、陳翊が金軍に殺害され、蔚州は金に奪われた。
金のとき、蔚州は西京路に属し、霊仙・霊丘・定安・飛狐・広霊の5県を管轄した。
元のとき、蔚州は宣徳府に属し、霊仙・霊丘・定安・飛狐・広霊の5県を管轄した。
明のとき、蔚州は大同府に属し、霊丘・広昌・広霊の3県を管轄した。
1728年（雍正6年）、清により蔚州は山西省大同府から直隷省宣化府に転属し、属県を持たない散州となった。
1912年、中華民国により蔚州は廃止され、蔚県と改められた。